# Chiesa dei Santi Giacomo e Filippo (Brescia)
La chiesa dei Santi Giacomo e Filippo è una chiesa di Brescia, situata lungo via delle Battaglie, alla diramazione con via Nino Bixio. Costruita alla fine del XII secolo e rimaneggiata più volte nel corso dei secoli, nel 1890 ha visto l'inversione degli interni, approntata dopo la demolizione dell'abside praticata per ampliare via delle Battaglie in quel punto. La facciata sulla via fu quindi ricostruita in stile neogotico, reimpiegando vari pezzi di recupero. Sconsacrata dopo la soppressione del convento annesso avvenuta nel 1797, è oggi utilizzata come sala espositiva, mentre il monastero fu demolito nel 1935 per la costruzione della Casa del balilla, oggi scuola elementare.

## Storia
La chiesa e il vasto convento annesso vengono fondato da un gruppo di Umiliati provenienti da Erbusco alla fine del XII secolo. La residenza dell'ordine, stabilita lungo il corso del torrente Bova e presso la porta dell'Albera, nell'angolo nord-ovest della città murata, era legata alla necessità di riscuotere i pedaggi e le imposte sui mulini, secondo le tradizionali competenze attribuite agli Umiliati.
Con la soppressione dell'ordine, avvenuta nel 1571, la direzione del convento viene affidata alle suore dei Santi Pietro e Marcellino, che vi si insediarono nel 1585. Un secolo più tardi, nel 1670, la chiesa viene riedificata su progetto di Giovanni Antonio Girelli. Nel 1797 il convento viene soppresso dal governo napoleonico e nel 1890 per allargare la strada secondo quanto previsto dal piano di risanamento del 1887, l'abside viene troncata, portando all'inversione dell'orientamento della chiesa e costruendo una nuova facciata sulla via.
La chiesa sconsacrata, già sede dell'Archivio notarile, è attualmente utilizzata come spazio espositivo, mentre gli altri settori dell'antico complesso sono stati demoliti nel 1935 per la costruzione della Casa del balilla, oggi convertita a scuola elementare.

## Struttura

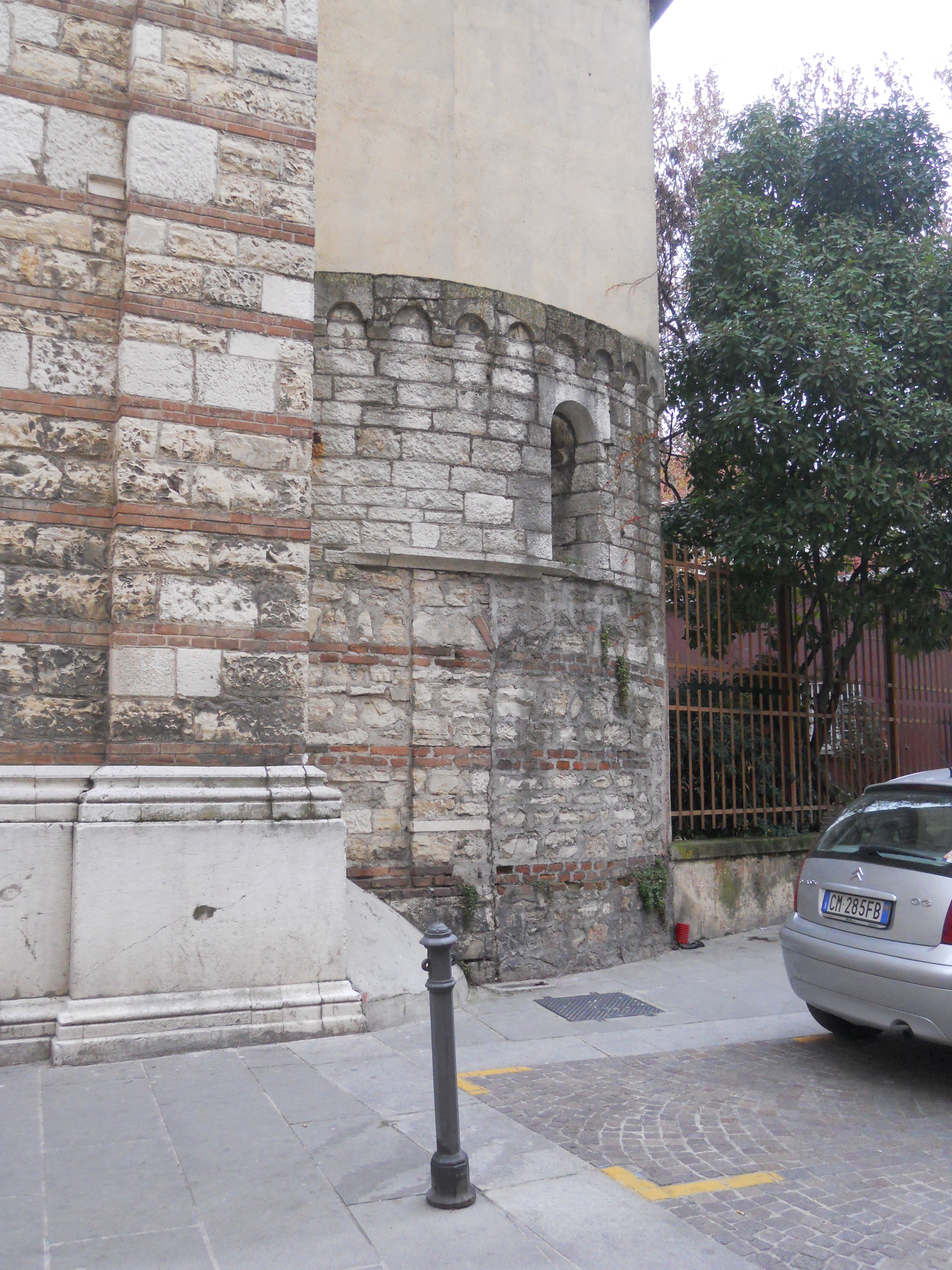
L'abside laterale romanica sopravvissuta

Della chiesa appare oggi, in particolare, l'imponente facciata ricostruita dopo la troncatura dell'antica abside, che portò all'inversione degli interni. Il nuovo prospetto è in stile neogotico con profilo a capanna, caratterizzato dall'alternanza di fasce in cotto e pietra bianca.
Al centro si apre una grandissima trifora con archi acuti dal perimetro in cotto dentellato, inscritti entro un più ampio arco di forma analoga. A coronamento è infine posta una spessa fascia in cotto e in pietra ad archetti e dentellature. Durante la ricostruzione, in tutta la facciata sono stati murati elementi di recupero di vario tipo, provenienti dall'abside demolita. Nel registro inferiore, ad esempio, si notano alcune iscrizioni antiche, una delle quali menziona uno xenodochio, o ricovero per indigenti e forestieri.
Sopra la trifora, invece, sono stati inseriti invece alcuni bassorilievi che raffigurano un leone rampante, stemma civico, ed i due santi patroni Faustino e Giovita in vesti di cavalieri armati, con lance e vessillo. Tutt'attorno si riconoscono infine altri preziosi elementi recuperati quali frammenti di colonnine tortili, capitelli e plinti murati nella facciata secondo un gusto tipicamente tardo ottocentesco, riscontrabile in altre architetture cittadine coeve quali il Castelletto dei dazi in via San Faustino. Notare, sempre all'esterno, la porzione dell'absidiola romanica nord che ancora oggi sopravvive, nell'angolo inferiore destro della facciata, caratterizzata da una monofora e da una fascia di archetti a coronamento.
La struttura interna si imposta su un'aula unica con volta a botte di copertura. Le pareti sono decorate da lesene di ordine corinzio che inquadrano due cappelle per lato, oggi prive di qualunque arredo sacro. Dietro l'altare maggiore era invece ricavato un vano rettangolare adibito a coro delle monache.

## Opere
Le opere un tempo conservate nella chiesa sono oggi tutte disperse o non più rintracciabili. La pala dell'altare maggiore, opera del pittore Agostino Zibino o forse di Grazio Cossali, rappresentava i Santi Apostoli Giacomo e Filippo, sant'Agostino san Carlo Borromeo in adorazione della Vergine. Gli altari a destra erano invece arricchiti da una tela con Sant'Antonio da Padova con il Bambino, San Carlo Borromeo e la Vergine, dipinta nel 1672 da Carlo Baciocchi e oggi nella chiesa di Porzano di Leno e da un antico affresco della Madonna, proveniente dalla chiesa primigenia.
Sul primo altare a sinistra era collocato un altro dipinto di Carlo Baciocchi con Santa Cecilia tra le santa Maria Maddalena e Monica, oggi nella chiesa di San Martino di Porzano, mentre il secondo recava un dipinto di Pietro Mera con la Visitazione della beata Vergine, oggi all'Università Cattolica. Le guide artistiche del Settecento fanno riferimento anche a un affresco parietale di Giovanni Antonio Cappello rappresentante la Trasfigurazione di Gesù Cristo e tre tele di Pompeo Ghitti, posizionate agli angoli della chiesa, oggi non più rintracciabili.
L'organo a canne (ex chiesa dei Ss. Filippo e Giacomo in Brescia) fu trasferito presso la cappella privata di Palazzo Rota a Bovezzo nel 1812.

## Galleria d'immagini

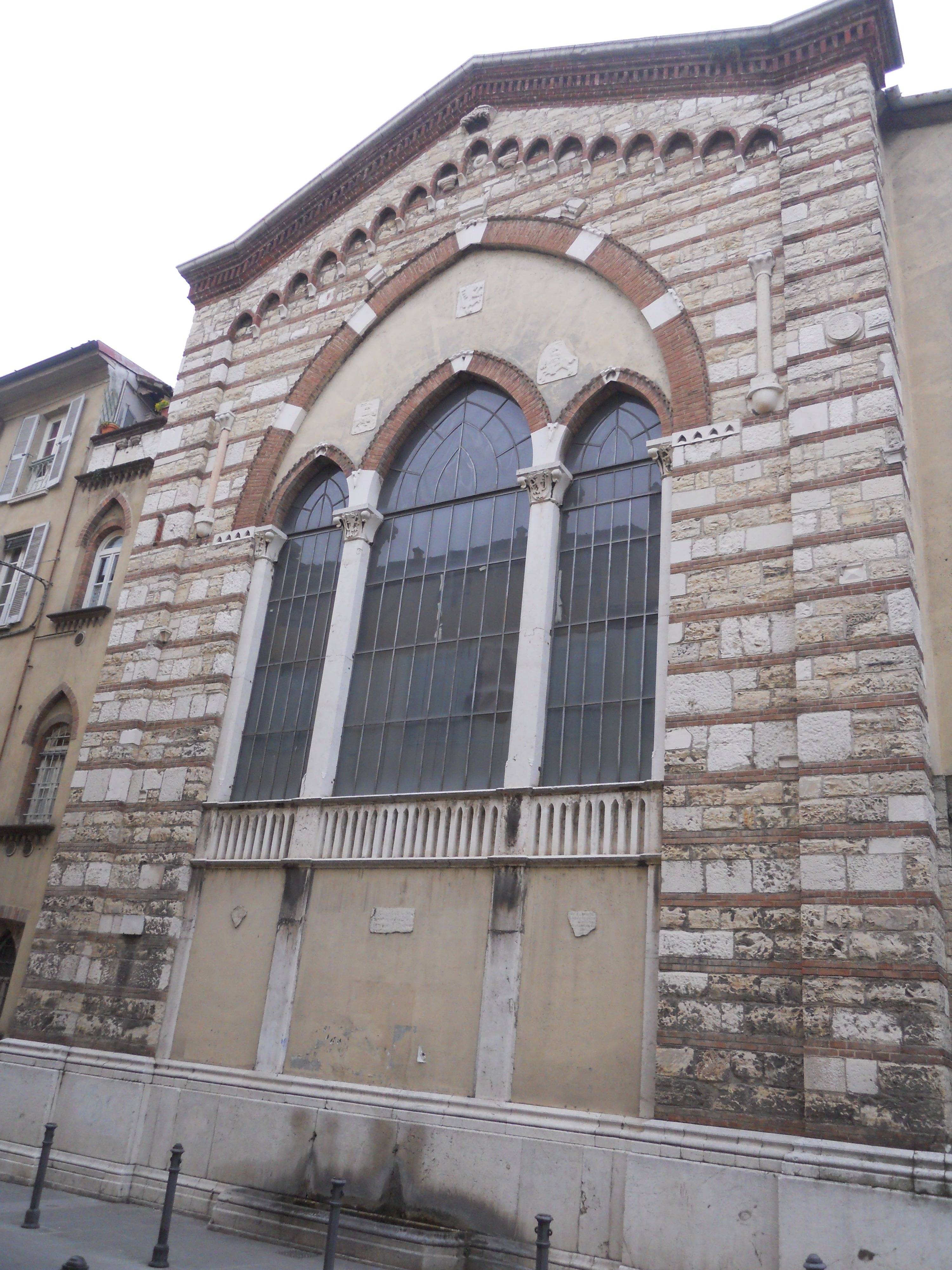
Altra vista della facciata
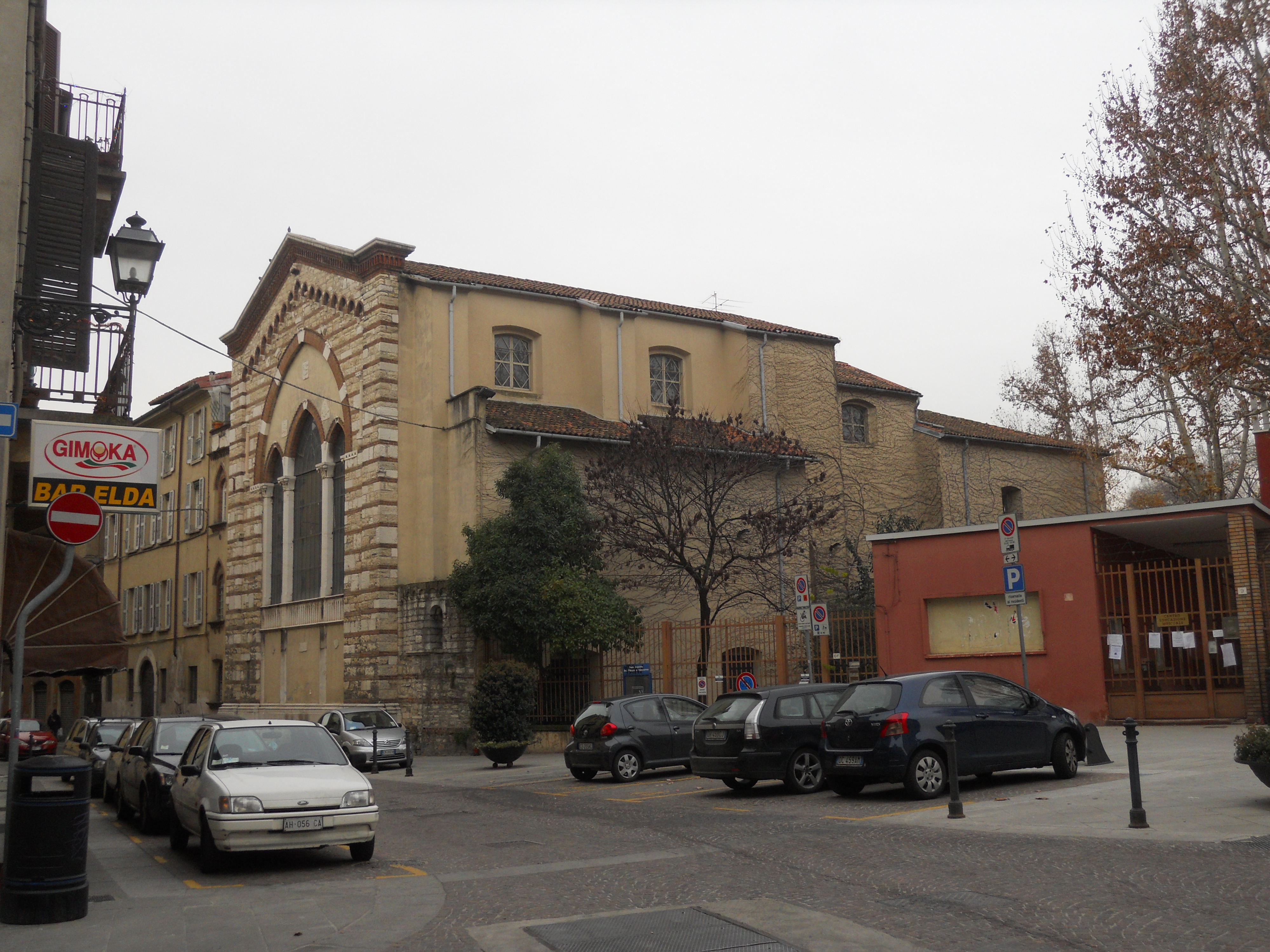
Visuale complessiva della chiesa